# 南沙織 スーパー・ヒット
『南沙織 スーパー・ヒット』（みなみさおり スーパー・ヒット）は、南沙織のベスト・アルバム。2013年4月10日発売。発売元はソニー・ミュージックダイレクト。規格品番はDQCL-6025。

## 解説
1970年代に南沙織が単独名義で発表したシングルレコード全28枚のA面曲から選曲された、ベスト・アルバムである。
本作と同時に『南沙織 ベスト・ヒット』（DQCL-2125）が発売された。なお、『南沙織 ベスト・ヒット』とともに、1982年10月からの日本国内CD商品化開始以降、南沙織の一般発売のCDアルバムにオリジナル・カラオケ音源が収録された初作品のひとつとなる。「色づく街」のオリジナル・カラオケ音源は『南沙織 ベスト・ヒット』にも収録されたが、「ひとかけらの純情」のオリジナル・カラオケ音源は本作にのみ収録された。
『南沙織 ベスト・ヒット』ともに、収録範囲はデビュー曲の『17才』から1978年発売の『春の予感 -I've been mellow-』までとなっている。
『南沙織 ベスト・ヒット』よりも4曲多く収録しており、価格も少し今作の方が高くなっている。
また『南沙織 ベスト・ヒット』に収録されている楽曲は今作にもすべて収録されており、異なる点としては、『南沙織 ベスト・ヒット』には今作収録の『バラのかげり』『夏の感情』『想い出通り』『哀しい妖精』が未収録、カラオケ音源は、『南沙織 ベスト・ヒット』には『17才』が収録されており、今作には未収録。（今作収録の『ひとかけらの純情』のカラオケ音源は『南沙織 ベスト・ヒット』には未収録。）
『色づく街』のカラオケ音源は2作共通で収録されている。

## 収録曲
- 作詞者、作曲者、編曲者はリンク先を参照されたい。

1. 17才
2. 潮風のメロディ
3. ともだち
4. 純潔
5. 哀愁のページ
6. 早春の港
7. 傷つく世代
8. 色づく街
9. ひとかけらの純情
10. バラのかげり
11. 夏の感情
12. 夜霧の街
13. 想い出通り
14. 人恋しくて
15. 哀しい妖精
16. 春の予感 -I've been mellow-
17. 色づく街（オリジナル・カラオケ）
18. ひとかけらの純情（オリジナル・カラオケ）